# Makoto Sunakawa
Makoto Sunakawa (砂川 誠 Sunakawa Makoto?, nacido el 10 de agosto de 1977 en Chiba) es un exfutbolista japonés. Jugaba de centrocampista y su último club fue el FC Gifu de Japón.

## Trayectoria

### Clubes
| Club              | País  | Año         |
| ----------------- | ----- | ----------- |
| Kashiwa Reysol    | Japón | 1996 - 2002 |
| Consadole Sapporo | Japón | 2003 - 2015 |
| FC Gifu           | Japón | 2015        |

## Estadística de carrera

### J. League
| Club              | Año   | J. League | J. League | Copa J. League | Copa J. League | Total | Total |
| Club              | Año   | Part.     | Goles     | Part.          | Goles          | Part. | Goles |
| ----------------- | ----- | --------- | --------- | -------------- | -------------- | ----- | ----- |
| Kashiwa Reysol    | 1996  | 0         | 0         | 1              | 0              | 1     | 0     |
| Kashiwa Reysol    | 1997  | 0         | 0         | 0              | 0              | 0     | 0     |
| Kashiwa Reysol    | 1998  | 0         | 0         | 0              | 0              | 0     | 0     |
| Kashiwa Reysol    | 1999  | 15        | 0         | 4              | 1              | 19    | 1     |
| Kashiwa Reysol    | 2000  | 20        | 5         | 1              | 0              | 21    | 5     |
| Kashiwa Reysol    | 2001  | 23        | 1         | 2              | 0              | 25    | 1     |
| Kashiwa Reysol    | 2002  | 12        | 0         | 3              | 0              | 15    | 0     |
| Consadole Sapporo | 2003  | 34        | 6         | -              | -              | 34    | 6     |
| Consadole Sapporo | 2004  | 34        | 2         | -              | -              | 34    | 2     |
| Consadole Sapporo | 2005  | 37        | 4         | -              | -              | 37    | 4     |
| Consadole Sapporo | 2006  | 43        | 7         | -              | -              | 43    | 7     |
| Consadole Sapporo | 2007  | 42        | 2         | -              | -              | 42    | 2     |
| Consadole Sapporo | 2008  | 32        | 1         | 6              | 1              | 38    | 2     |
| Consadole Sapporo | 2009  | 46        | 3         | -              | -              | 46    | 3     |
| Consadole Sapporo | 2010  | 27        | 1         | -              | -              | 27    | 1     |
| Consadole Sapporo | 2011  | 38        | 2         | -              | -              | 38    | 2     |
| Consadole Sapporo | 2012  | 17        | 0         | 2              | 0              | 19    | 0     |
| Consadole Sapporo | 2013  | 36        | 3         | -              | -              | 36    | 3     |
| Consadole Sapporo | 2014  | 29        | 4         | -              | -              | 29    | 4     |
| Consadole Sapporo | 2015  | 0         | 0         | -              | -              | 0     | 0     |
| FC Gifu           | 2015  | 10        | 0         | -              | -              | 10    | 0     |
| Total             | Total | 495       | 41        | 19             | 2              | 514   | 43    |

## Palmarés

### Títulos nacionales
| Título         | Club              | País  | Año  |
| -------------- | ----------------- | ----- | ---- |
| Copa J. League | Kashiwa Reysol    | Japón | 1999 |
| J2 League      | Consadole Sapporo | Japón | 2007 |